# 慕尼黑玛利亚广场车站
慕尼黑玛利亚广场车站（德語：Bahnhof München Marienplatz），地鐵站名瑪利亞廣場站（英語：U-Bahnhof Marienplatz），是一座慕尼黑地铁3号线和6号线和所有快铁线路（和）位于莱赫尔的一座车站，毗邻慕尼黑的地标广场——玛利亚广场。这个车站也是一个非常繁忙的换乘车站，可以换乘慕尼黑快轨所有线路。

## 历史
玛利亚广场站自1966年开始建造，由亚历山大·冯·布兰卡(Alexander von Branca)负责装饰设计。车站于1971年10月19日开通投入使用。2003年至2006年间，地铁车站进行了翻修，在原有站台两侧新增了两条约100米长的隧道。在第二主线铁路通车后，隧道还将连接第二主线铁路Marienhof站